# Saint-Gervais-de-Vic
Saint-Gervais-de-Vic és un municipi francès situat al departament del Sarthe i a la regió de País del Loira. L'any 2007 tenia 384 habitants.

## Demografia

### Població
El 2007 la població de fet de Saint-Gervais-de-Vic era de 384 persones. Hi havia 158 famílies de les quals 40 eren unipersonals (16 homes vivint sols i 24 dones vivint soles), 49 parelles sense fills, 57 parelles amb fills i 12 famílies monoparentals amb fills.
La població ha evolucionat segons el següent gràfic:
Habitants censats

### Habitatges
El 2007 hi havia 199 habitatges, 158 eren l'habitatge principal de la família, 25 eren segones residències i 16 estaven desocupats. 194 eren cases i 1 era un apartament. Dels 158 habitatges principals, 138 estaven ocupats pels seus propietaris, 19 estaven llogats i ocupats pels llogaters i 1 estava cedit a títol gratuït; 1 tenia una cambra, 8 en tenien dues, 18 en tenien tres, 60 en tenien quatre i 71 en tenien cinc o més. 123 habitatges disposaven pel capbaix d'una plaça de pàrquing. A 64 habitatges hi havia un automòbil i a 86 n'hi havia dos o més.

### Piràmide de població
La piràmide de població per edats i sexe el 2009 era:
| Homes | Edats   | Dones |
| ----- | ------- | ----- |
| 0     | 95 o +  | 0     |
| 0     | 90 a 94 | 0     |
| 0     | 85 a 89 | 4     |
| 0     | 80 a 84 | 8     |
| 16    | 75 a 79 | 16    |
| 4     | 70 a 74 | 12    |
| 20    | 65 a 69 | 4     |
| 4     | 60 a 64 | 16    |
| 8     | 55 a 59 | 12    |
| 8     | 50 a 54 | 8     |
| 20    | 45 a 49 | 12    |
| 28    | 40 a 44 | 16    |
| 8     | 35 a 39 | 12    |
| 16    | 30 a 34 | 16    |
| 8     | 25 a 29 | 8     |
| 8     | 20 a 24 | 0     |
| 16    | 15 a 19 | 20    |
| 16    | 10 a 14 | 12    |
| 12    | 5 a 9   | 8     |
| 8     | 0 a 4   | 8     |

## Economia
El 2007 la població en edat de treballar era de 248 persones, 187 eren actives i 61 eren inactives. De les 187 persones actives 163 estaven ocupades (84 homes i 79 dones) i 24 estaven aturades (13 homes i 11 dones). De les 61 persones inactives 23 estaven jubilades, 25 estaven estudiant i 13 estaven classificades com a «altres inactius».

### Ingressos
El 2009 a Saint-Gervais-de-Vic hi havia 159 unitats fiscals que integraven 378 persones, la mediana anual d'ingressos fiscals per persona era de 17.481 €.

### Activitats econòmiques
Dels 6 establiments que hi havia el 2007, 1 era d'una empresa de fabricació d'altres productes industrials, 3 d'empreses de construcció, 1 d'una empresa d'hostatgeria i restauració i 1 d'una empresa classificada com a «altres activitats de serveis».
Dels 5 establiments de servei als particulars que hi havia el 2009, 1 era un taller de reparació d'automòbils i de material agrícola, 1 lampisteria, 1 empresa de construcció, 1 perruqueria i 1 restaurant.
L'any 2000 a Saint-Gervais-de-Vic hi havia 12 explotacions agrícoles que ocupaven un total de 1.125 hectàrees.

## Poblacions més properes
El següent diagrama mostra les poblacions més properes.